# Francesco Roncalli (politico)
Francesco Roncalli (Bergamo, 19 aprile 1795 – Bergamo, 16 settembre 1875) è stato un politico italiano.